# Общественное производство
Общественное производство — процесс создания благ путём преобразования природных ресурсов для удовлетворения потребностей человека.

## Определение
Согласно БСЭ общественное производство — это процесс производства, обмен, распределение и потребление материальных благ. Общественное производство состоит из производства: средств производства и предметов потребления.
В современной экономике термин «производство» применяют не только к материальному производству товаров, но и к производству нематериальных благ и услуг. В современном постиндустриальном обществе в занятости экономически активного населения и структуре производимого валового внутреннего продукта доля «нематериального» производства превысила долю промышленного и аграрного секторов..

## Факторы общественного производства
- Традиционные

1. рабочая сила
2. средства труда
3. предметы труда

- Новые

1. НТП (научно-технический прогресс)
2. НОУ-ХАУ
3. предпринимательство

## Элементы производства
Любой труд предполагает взаимодействие трех элементов: сам труд, предмет труда и средства труда.
Труд — условие жизни человечества, без которого невозможно получение всех необходимых благ.
Предмет труда — это те природные ресурсы, которые человек преобразовывает в ходе своей деятельности. Предметы труда разделяют на два вида: то, что дано самой природой и сырье. Также сырье можно разделить на предметы, которые созданы непосредственно человеком и на вторичные ресурсы, то есть то, что уже было изготовлено, но после утраты им каких-то свойств возобновленное с помощью воспроизводства.

Средства труда — это предметы или вещи, с помощью которых человек воздействует на природные ресурсы для получения блага. Прежде всего, это орудия труда — оборудование, станки, двигатели и др.. Во-вторых, это предметы с помощью которых осуществляется транспортировка предметов труда.
Земля является всеобщим средством труда.

## Структура общественного производства
Согласно БСЭ, структура общественного производства — это соотношение между отраслями производства, пропорции и состояние общественного разделения труда в условиях данной системы производственных отношений.

## Пропорции общественного производства
Согласно БСЭ, пропорции общественного производства — это соотношения совокупного общественного продукта, отдельных его частей и используемых в производстве ресурсов (основных и оборотных производственных фондов, трудовых и природных ресурсов), а также отдельно производство, распределение, обмен и потребление.